# Fraaie vrouwenmantel
Fraaie vrouwenmantel (Alchemilla mollis), ook wel vrouwenmantel en leeuwenklauw genoemd, is een overblijvende plant, die behoort tot de rozenfamilie (Rosaceae). De plant komt van nature voor in de Karpaten en wordt in de siertuin gebruikt, maar is ook verwilderd. De plant zaait gemakkelijk uit.
De plant wordt 30–100 cm hoog en vormt wortelstokken. De stengel en ronde, grijsgroene, gekartelde bladeren zijn dicht behaard met lange afstaande haren. De bladeren aan de stengel zijn bijna niet gelobd. De steunblaadjes van de rozetbladeren verdrogen al jong roodbruin.

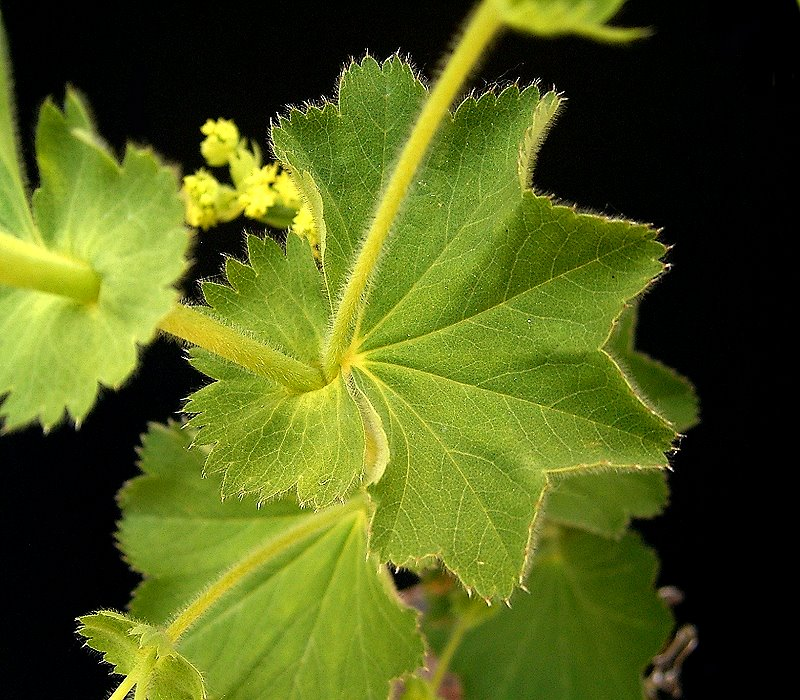
Stengelblad

Fraaie vrouwenmantel bloeit van mei tot de herfst met 5 mm grote, geelgroene bloemen, die in een tuilvormig los meertakkig bijscherm zijn gerangschikt. De kelkbuis is behaard. De kelkbladen zijn anderhalf tot tweemaal zo lang als de kelkbuis en staan na de bloei uitgespreid. De bijkelkbladen zijn even groot als de kelkbladen.

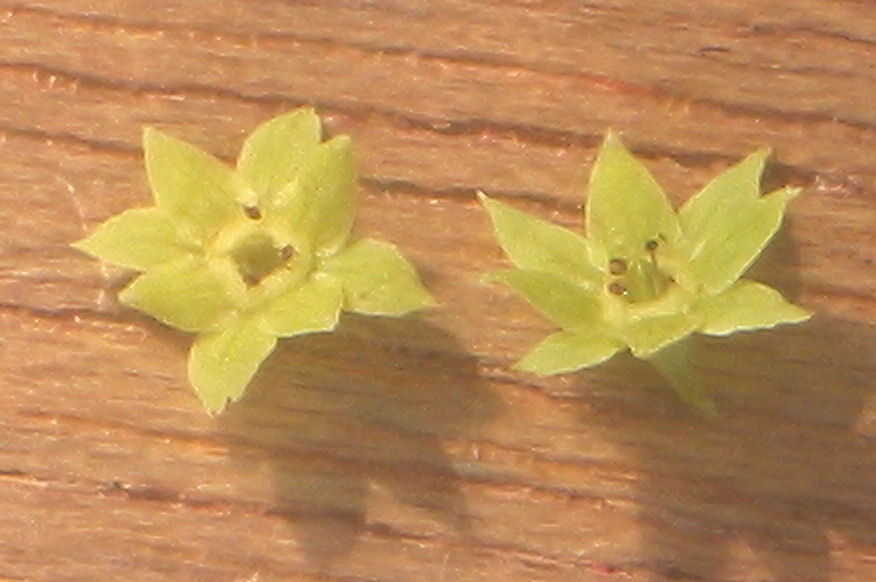
Bloemen met vier kelk- en vier bijkelkbladen

De vrucht is een eenzadige dopvrucht.
De plant komt voor op dijken, langs boswegen en in de duinen.
Vroeger werd vrouwenmantel in de geneeskunde toegepast tegen ernstige menstruatiepijnen.

## Namen in andere talen
- Duits: Weicher Frauenmantel
- Engels: Lady's Mantle
- Frans: Alchémille, Manteau de Notre-Dame, Patte-de-lion